# Arrondissement de Mayence
L'arrondissement de Mayence est une ancienne subdivision administrative française du département du Mont-Tonnerre créée le 17 février 1800 et supprimée le 11 avril 1814 (jusqu'au démantèlement de l'Empire).

## Composition
Chef lieu de l'arrondissement et Mayence. Il comprenait les cantons de Canton de Alzey, Canton de Bingen, Canton de Bechtheim, Canton de Ober-Ingelheim, Canton de Kirchheimbolanden, Canton de Mayence (deux cantons), Canton de Niederolm, Canton de Oppenheim, Canton de Wöllstein et Canton de Wörrstadt.

## Géographie
Mayence est à une distance de 548 km, 144 lieues est de Paris.

## Administration publique

### Institutions judiciaires
- Cour de justice criminelle et spécial (Félix-Antoine Blau)
- Tribunaux de première instance et de commerce (dont la cour d'appel est à Trèves)[1]

### Autres institutions
- Conservation des hypothèques
- Direction de domaines et de enregistrement
- Direction de droits réunies
- Direction de douanes
- Entrepôt des marchandises étrangers
  - Receveur général des finances: Marie Antoine de Reiset[2]
  - Payeur du trésor public : M. Dutremblay

## Industrie / commerce
Manufacture de tabacs, vins, jambons dite “de Mayence”, draperie, soierie, toilerie, raffinerie de sucre. 

### Chambre de commerce
Heinrich von Mappes, Leroux, Johann Dumont, Christian Lauteren, Johann Schmidt, Henry Meletta

### Tribunal de commerce
Daniel Schmidt (président), Georg Ludwig Kayser, Christian Lauteren, Henry Meletta, Memminger, Mann (greffier)

### Commissionnaires
Commissionnaire: Ackermann fils & Lennig, Les heritiers de Höller, Matheo (P) et fils, F. M. Cremer,

### Marchands de vins en gros
H. und C. Mappes, Brodzeler frères, Gaspar Herrgen et Matheo, Christian Lauteren, Daniel Schmidt, Jos. Kinn et comp., Frères Arens, Ulmann, Belluc